# Villentrois
Villentrois foi uma comuna francesa na região administrativa do Centro, no departamento Indre. Estendia-se por uma área de 32,75 km². Em 2010 a comuna tinha 883 habitantes (densidade: 27 hab./km²).
Em 1 de janeiro de 2019, passou a formar parte da nova comuna de Villentrois-Faverolles-en-Berry.